# 1. Amateurliga Südwest 1953/54
Die 1. Fußball-Amateurliga Südwest 1953/54 war die 2. Saison der drittklassigen 1. Amateurliga im regionalen Männerfußball des südlichen Teils des Landes Rheinland-Pfalz und ein Vorgänger der Fußball-Verbandsliga Südwest. Die 1. Amateurliga Südwest wurde 1952 aus einer Zusammenlegung der Amateurligen Rheinhessen, Westpfalz und Vorderpfalz gebildet und existierte bis zur Saison 1977/78 als dritthöchste Liga. Nach Einführung der Oberliga Südwest 1978 als höchste Amateurspielklasse wurde die Spielklasse in „Verbandsliga Südwest“ umbenannt und war ab diesem Zeitpunkt nur noch viertklassig.

## Abschlusstabelle
Die Meisterschaft gewann Vorjahres-Absteiger SpVgg Weisenau, der die Aufstiegsrunde zur II. Division Südwest erfolgreich mit dem Wiederaufstieg beendete. Die SpVgg Ingelheim nahm als Südwest-Vertreter an der Deutschen Fußball-Amateurmeisterschaft 1954 teil, kam aber über die Gruppenphase nicht hinaus. Fontana Finthen und der TuS 1882 Hochspeyer mussten nach dieser Saison in die 2. Amateurliga absteigen. Für die nachfolgende Saison 1954/55 kamen aus den 2. Amateurligen die Rückkehrer FC Sobernheim und der SV Rammelsbach, sowie II.-Division-Absteiger 1. FC Idar.
| Pl. | Verein                     | Sp. | Tore    | Punkte |
| --- | -------------------------- | --- | ------- | ------ |
| 01. | SpVgg Weisenau (A)         | 30  | 117:560 | 47:13  |
| 02. | SpVgg Ingelheim            | 30  | 85:59   | 39:21  |
| 03. | Phönix Bellheim            | 30  | 78:66   | 36:24  |
| 04. | VfL Neuhofen (N)           | 30  | 72:51   | 34:26  |
| 05. | Normannia Pfiffligheim (N) | 30  | 91:71   | 34:26  |
| 06. | VfR Friesenheim            | 30  | 83:71   | 31:29  |
| 07. | SV Gonsenheim              | 30  | 69:68   | 31:29  |
| 08. | VfL Neustadt (A)           | 30  | 62:66   | 31:29  |
| 09. | SC West Kaiserslautern     | 30  | 59:51   | 30:30  |
| 10. | Palatia Böhl               | 30  | 56:74   | 29:31  |
| 11. | FSV Schifferstadt          | 30  | 73:58   | 28:32  |
| 12. | SpVgg 08 Oberstein         | 30  | 48:66   | 27:33  |
| 13. | SpVgg Idar                 | 30  | 69:99   | 22:38  |
| 14. | SV Alsenborn               | 30  | 48:97   | 22:38  |
| 15. | Fontana Finthen            | 30  | 53:69   | 21:39  |
| 16. | TuS 1882 Hochspeyer        | 30  | 48:89   | 18:42  |

| (M) | Meister 1952/53                            |
| (A) | Absteiger aus der II. Division 1952/53     |
| (N) | Aufsteiger aus den 2. Amateurligen 1952/53 |